# 터보건
터보건(toboggan, 문화어: 토보간)은 운송 또는 스포츠의 목적으로 사용되는 썰매의 한 종류이다. 캐나다 북부 지역의 이누족과 크리족이 전통적으로 사용하던 운송용 썰매에서 유래되었다.
터보건의 형태는 전통적인 것부터 오늘날의 것까지 모두 매우 단순하다. 터보건은 다른 대부분 종류의 썰매들과는 달리 활주부나 날 부분이 없거나, 있더라도 밑 부분에 매우 낮게 만들어져 있다. 따라서 터보건의 밑 부분이 눈에 직접 닿게 된다. 북반구 일부 국가에는 일반 썰매 대신 터보건만 사용 가능한 전용 언덕 및 봅슬레이 코스와 유사한 터보건 코스를 갖춘 공원들이 존재한다.

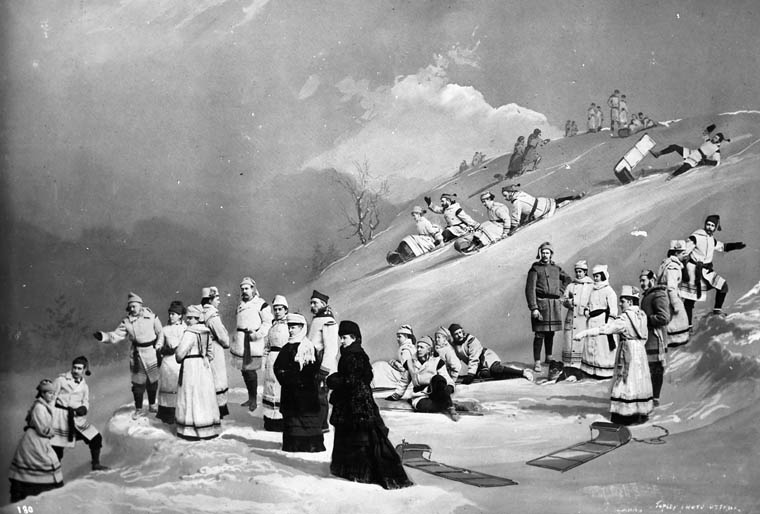
"터보건 파티." c 1872-1875

전통적인 터보건은 긴 널판지를 평행하게 이어붙인 구조로 만들어지며, 앞쪽 부분이 'J'자형으로 구부러져 있다. 이 구부러진 부분의 가장 윗부분에 가는 끈을 연결하여 간단한 방향 조절 기능을 제공한다. 맨 앞쪽의 탑승자는 발을 J자형 공간에 넣고 앉으며, 나머지 탑승자들은 그 뒤에서 각각 앞사람의 허리를 잡고 앉는다.
현대의 스포츠용 터보건은 일반적으로 나무나 알루미늄, 플라스틱 등으로 제작된다. 상업 또는 구조 활동의 목적으로 더 크고 튼튼한 모델이 제작되기도 한다.
"썰매의 구조는 이누족의 전통적 방식에서 따온 것이다. 이누족의 썰매는 두 장의 얇은 박달나무 널판지로 만들어진다. 각각의 널판지가 약 15cm 폭에 0.8cm의 두께를 갖고 있으며, 길이는 약 1.8m이다. 두 널판지를 나란하게 놓고 여기에 널을 덧댄 뒤 사슴 가죽끈으로 단단히 고정한다. 썰매의 앞부분은 울퉁불퉁한 눈길을 달릴 수 있도록 휘어 올린다. 걸을 수 있는 성인은 모두 이런 썰매를 하나씩 갖고 있다. 그러나 어린 아이들을 위한 썰매는 별로 없다. 그들은 여기에 갖가지 물건들은 물론 아이들도 실어서 나른다. 썰매에 사슴 가죽을 띄워서 보온 효과를 내기도 하는데, 이때 가죽의 양쪽 끝을 썰매의 귀퉁이에 고정시키게 된다. 여럿이 함께 썰매를 타고 갈 때에는 보통 가장 힘이 강한 성인 남자가 가장 앞서 가면서 각 사람간의 거리를 조절하는 역할을 맡으며, 여자가 그 뒤를 따르고, 어린 아이는 맨 뒤에서 쫓아오게 된다. 모든 사람이 라켓 형태의 눈신을 신고 다니는데, 썰매가 두 세 대 지나가고 나면 눈신을 신고 걷기 아주 좋은 길이 만들어지게 된다."

## 같이 보기
- 썰매